# 新春乡
新春乡，是中华人民共和国四川省绵阳市江油市曾经下辖的一个乡。2019年12月，撤销新春乡，将其所属行政区域划归永胜镇管辖。

## 行政区划
新春乡撤销前下辖以下地区：
明阳社区、红塔村、三圣村、佛牛村、景台村、牛元村、红高村、猫杨村和柳松村。